# 赫雷斯 (胡蒂亞帕省)
14°6′N 89°45′W / 14.100°N 89.750°W
赫雷斯（西班牙語：Jerez），是危地馬拉的城鎮，位於該國東南部，由胡蒂亞帕省負責管轄，面積60平方公里，海拔高度747米，2002年人口5,143，人口密度每平方公里85.72人。